# Run & Hide
Singles par Gracia
I Believe in Miracles
(2003) When the Last Tear’s Been Dried
(2005)
Chansons représentant l'Allemagne au Concours Eurovision de la chanson
Can't Wait Until Tonight
(2004) No No Never
(2006)
Run & Hide est la chanson représentant l'Allemagne au Concours Eurovision de la chanson 2005. Elle est interprétée par la chanteuse Gracia.

## Histoire
Run & Hide est écrite par Bernd Meinunger, la musique est de David Brandes et Jane Tempest. Le titre est produit par le compositeur, qui produit aussi le groupe Vanilla Ninja, représentant de la Suisse la même année.
En tant que grande contributrice de l'UER, l'Allemagne est déjà qualifiée pour le concours.
Lors du concours, la chanson n'obtient que quatre points et finit dernière. C'est le pire résultat pour l'Allemagne après Verliebt in Dich de Stone & Stone en 1995.
Run & Hide sort à la fin de l'année 2005, comme le deuxième single de l'album Passion. Il contient une version longue de près de dix minutes, une version acoustique et une autre instrumentale.
Le titre atteint la vingtième place des ventes en Allemagne. David Brandes, le producteur, est accusé d'avoir acheté lui-même les disques des artistes qu'il produit. Run & Hide et deux titres et deux albums de Vanilla Ninja sont retirés du classement pendant trois mois.

## Source de la traduction
- (de) Cet article est partiellement ou en totalité issu de l’article de Wikipédia en allemand intitulé « Run & Hide » (voir la liste des auteurs).